# Северное пароходное общество
Северное пароходное общество — транспортная компания, одно из крупнейших пароходных обществ дореволюционной России. Штаб-квартира компании располагалась в Санкт-Петербурге.

## История

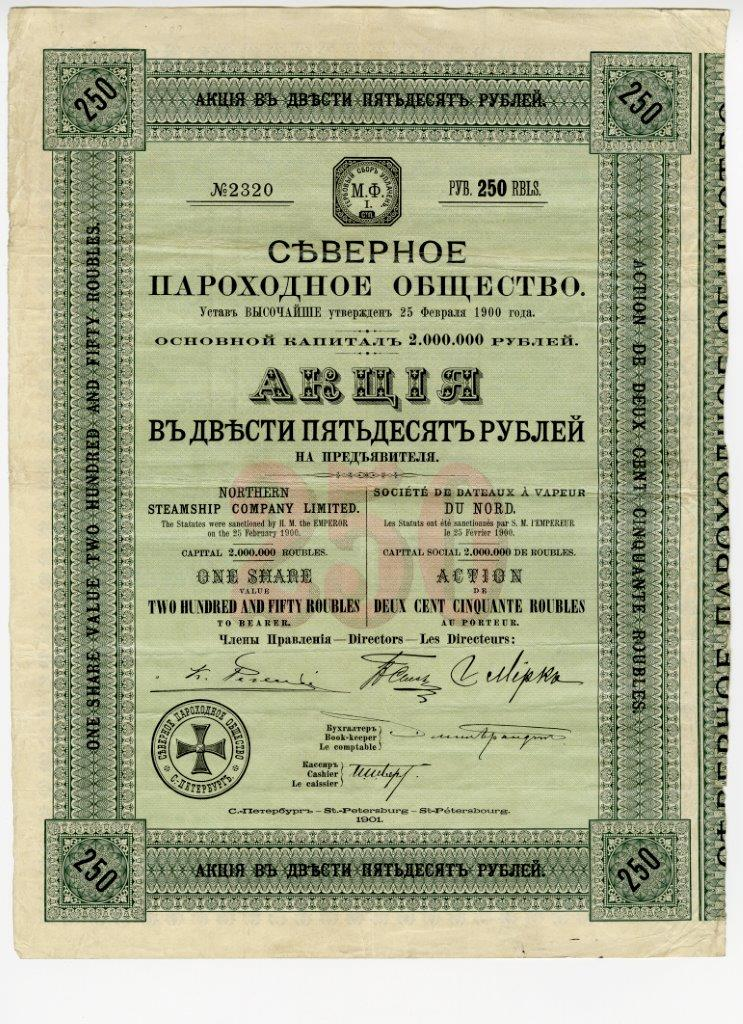
Акция в 250 руб. на предъявителя Северного пароходного общества. С.-Петербург, 1901 г.

Северное пароходное общество, одно из крупнейших пароходных обществ на Балтике Российской империи, открыло свои действия 15 октября 1900 г. на основании Устава, утвержденного 25 февраля 1900 г., для «устройства и содержания пароходных сообщений между русскими и иностранными портами, с целью перевозки пассажиров и грузов». Учредителями Северного пароходного общества выступили: тайный советник Владимир Николаевич Рейтц, датский королевский генеральный консул Петр Петрович Берг, потомственный почетный гражданин Роберт Иванович Паллизен и С-Петербургский 1-й гильдии купец Павел Григорьевич Мерк.
Одним из основных инициаторов учреждения Северного пароходного общества выступило Датско-Русское пароходное общество, которое являлось также крупнейшим держателем акций компании.
Правление Северного общества располагалось по адресу: Петроград, Васильевский остров, Университетская набережная 25-1. Отделения общества находились в Одессе (главная контора), Риге и Либаве. Общество также имело агентские представительства в Москве, Ревеле, Киеве, Новороссийске, Екатеринодаре, Мариуполе, Николаеве, Керчи, Батуми, Николаевске-на-Амуре, а также во всех заграничных портах захода судов, принадлежащих компании.
Судами компании осуществлялось постоянное пароходное сообщение на Черноморско—Балтийской и Балтийско—Черноморско—Азовский линиях. Функционировала линия С. Петербург — Лондон — Гулль. Общество принимало активное участие в перевозке эмигрантов из России в государства Южной Америки, Великобританию, США, Канаду и другие страны. Кроме того, пароходы общества осуществляли регулярные рейсы между портами Черного моря и Дальним Востоком и в 1902 г. были включены в прямое Южно-Заморское международное вывозное сообщение для перевозки грузов из Одессы и Новороссийска до российских портов на Дальнем Востоке.
Стоимость имущества «Северного пароходного общества» в 1916 г. оценивалась в 4317407 руб. На основании декрета СНК «О национализации торгового флота» от 26 января 1918 г. компания вместе со всем имуществом была объявлена общенациональной собственностью.